# Eh Yo
〈Eh Yo〉為日本歌手倖田來未的第2張數碼單曲，於2019年7月3日發行。

## 解説
- 與前作〈NEVER ENOUGH〉相隔約2年以來的新單曲，也是自〈Dance In The Rain〉約5年以來首張線上下載限定單曲。
- 歌曲被選用為大阪・花園球場世界盃橄欖球賽2019年日本大會樂曲[1]。
- 在歌曲正式發行前，倖田於6月26日播放的《東京電視台音樂祭2019（日语：テレ東音楽祭2019）》上率先演唱〈Eh Yo〉。

## 收錄曲
| 線上下載 | 線上下載 | 線上下載 | 線上下載           | 線上下載           | 線上下載 |
| 曲序     | 曲目     |          | 作曲               | 编曲               | 时长     |
| -------- | -------- | -------- | ------------------ | ------------------ | -------- |
| 1.       | Eh Yo    | 倖田來未 | Hi-yunk（BACK-ON） | Hi-yunk（BACK-ON） | 4:11     |

## 資料來源
1. ↑  . Musicman. 2019-06-17  [2020-01-04]. （原始内容存档于2020-09-23） （日语）.

## 外部連結
- 倖田來未數碼單曲〈Eh Yo〉介紹頁面（日語）